# Cerradomys marinhus
Cerradomys marinhus es una especie de roedor de la familia Cricetidae. Anteriormente se le conocía como 'Oryzomys marinhus', pero fue transferido al nuevo género Cerradomys en 2006.

## Distribución geográfica
Se encuentra en Minas Gerais, en Brasil.